# Sônia Braga
Sônia Braga, född 8 juni 1950 i Maringá, Paraná, är en brasiliansk skådespelare.
Braga har bland annat medverkat i filmerna Spindelkvinnans kyss, The Rookie - Nykomlingen, The First Omen.

## Filmografi (i urval)
- 1985 – Spindelkvinnans kyss
- 1990 – The Rookie - Nykomlingen
- 2006 – Bordertown
- 2024 – The First Omen